# Scanlation
Scanlation, uma contração de scan (escaneamento) e translation (tradução), no Brasil também conhecido como Scantrad (scan+tradução), é a escaneação, tradução, edição e distribuição de histórias em quadrinhos de língua estrangeira para a língua do distribuidor. Esse termo é geralmente usado para histórias em quadrinhos orientais, em especial, as japonesas (mangá). 
Essas histórias em quadrinho traduzidas são geralmente distribuídas de forma gratuita pela internet e também através de downloads diretos, como BitTorrent ou IRC, sem preocupação com eventual violação de direitos autorais ou de uso, inclusive de obras licenciadas e lançadas no país pelas editoras.
Em geral os grupos são compostos de pessoas que justificam o trabalho "pirata" com o "direito de acesso" às obras em seu idioma. E em muitos casos mostram completa ignorância ao fato de promoverem a pirataria.
Nos Estados Unidos, principalmente devido à altíssima concentração de scanlators em inglês, existe uma caça maior aos sites e grupos que violam os direitos autorais das editoras americanas e suas adaptações.
Existe vários outros sites e tipo de grupos que alimentam e são alimentados pelo trabalho gratuito dos scanlators, como: 
- os sites de "lançamentos", onde os grupos divulgam seus capítulos e novidades.
- os sites de "reup", onde é possível encontrar o download de diversas obras feitas por diferentes grupos, nem sempre com autorização desses.
- os sites de "indicação", onde os donos indicam mangás e outras leituras, direcionando os usuários para os sites onde é possível acessá-los.
- os sites de "leitura online", onde é possível ler os capítulos sem necessidade de baixar os arquivos. Alguns desses também sem permissão. 
  - Em inglês, atualmente, este é um dos principais problemas para os scanlators, já que muita gente prefere a leitura online, alimentando esses grandes sites, enquanto os pequenos scanlators morrem por falta de visita e suporte.
  - Mundialmente o Crunchyroll lançou o "Crunchyroll manga" que funciona como um leitor online, embora seja necessário pagar para ler ou acessar volumes antigos.

Todos esses sites em geral vivem de publicidade e são constantemente acusados de "roubar" visitas e doações ou ainda de lucrar em cima do trabalho gratuito. Não é incomum que os ditos sites removam os links e créditos dos arquivos e até cheguem a assumir autoria.